# لونوخود ۲
لونوخود ۲ (روسی: Луноход-2 ("Moonwalker ۲")، که همچنین به نام Аппарат ۸ЕЛ № ۲۰۴ ("دستگاه 8EL شماره ۲۰۴")) شناخته می‌شود، دومین ماه نورد بدون سرنشین بود که توسط اتحاد جماهیر شوروی به عنوان بخشی از پروژه لونوخود بود که بر ماه فرود آمدند.

## ماه نورد و زیرسیستم‌های لونوخود ۲

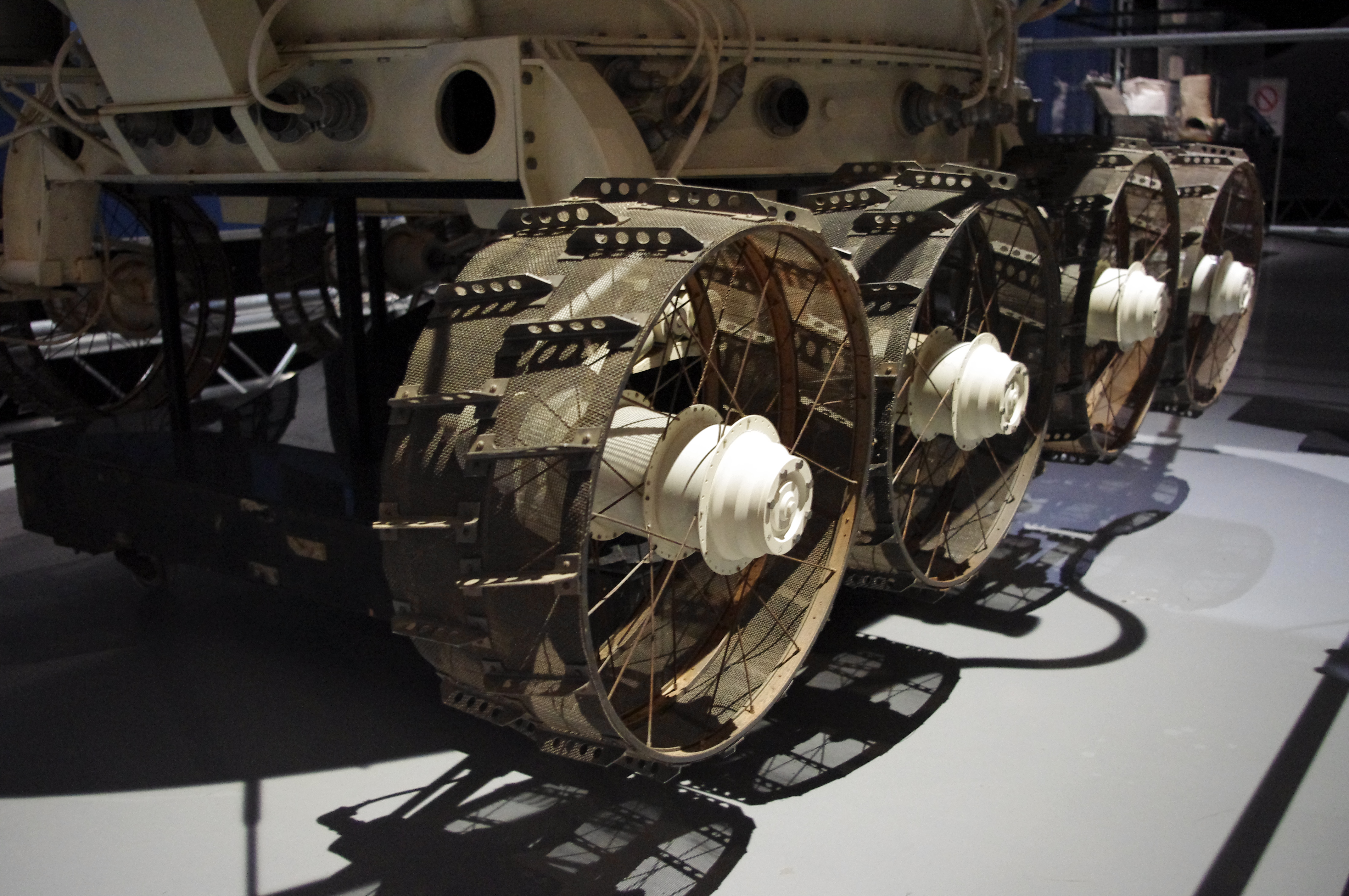
جزئیات چرخ‌های لونوخود

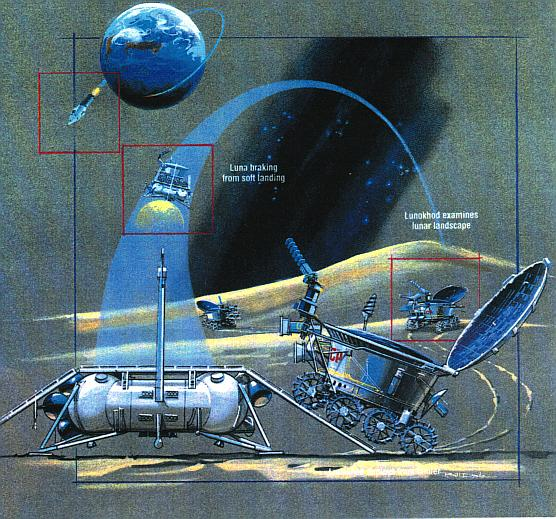
طرح مأموریت لونوخود

ارتفاع این ماه نورد ۱۳۵ سانتی‌متر (۴ فوت و ۵ اینچ) و وزن آن ۸۴۰ کیلوگرم (۱۸۵۰ پوند) بود. حدود ۱۷۰ سانتی‌متر (۵ فوت و ۷ اینچ) طول و ۱۶۰ سانتی‌متر (۵ فوت و ۳ اینچ) عرض و دارای هشت چرخ با سیستم تعلیق مستقل، موتور الکتریکی و ترمز بود.

## نتایج

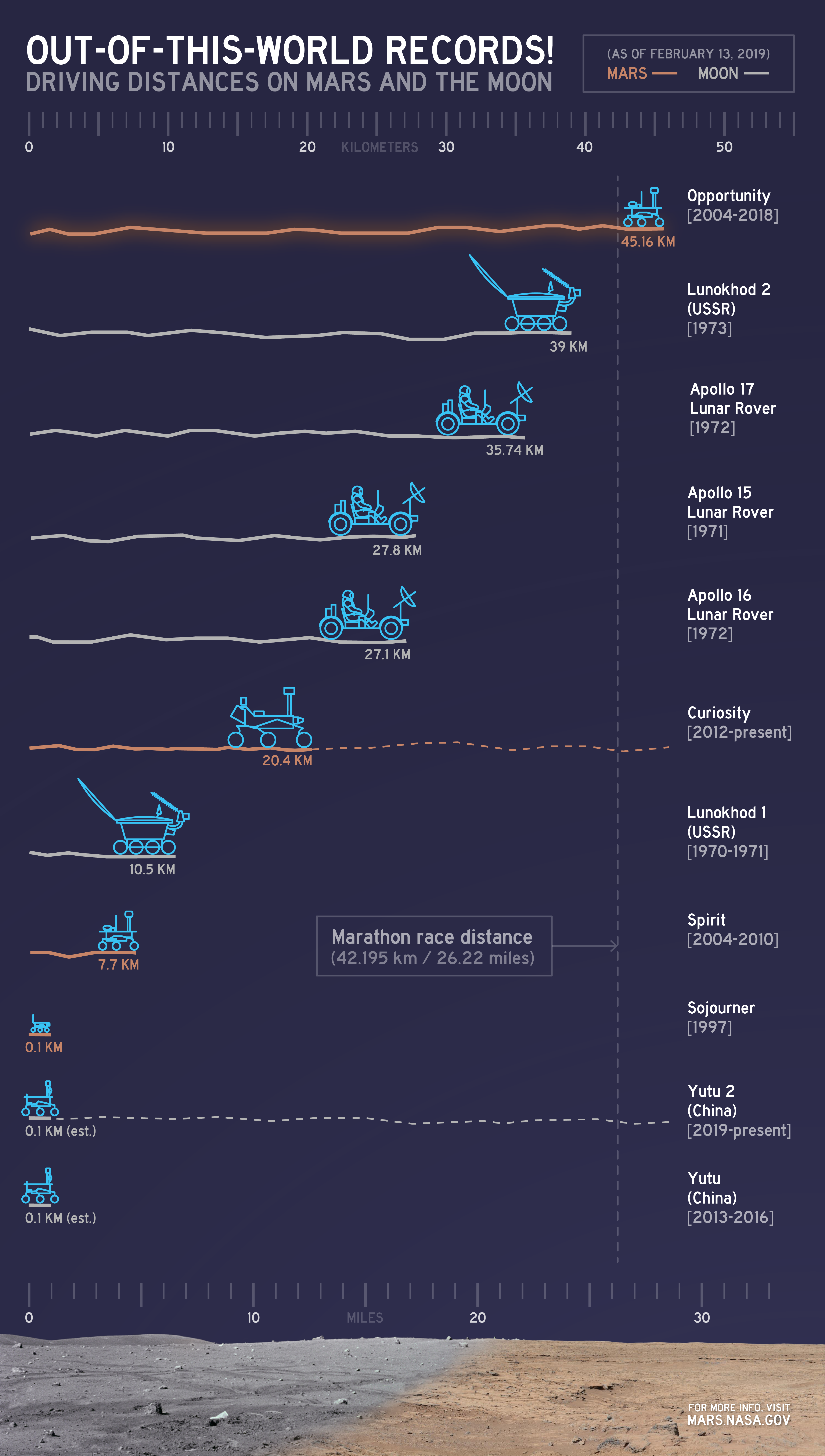
مسافت‌های رانندگی توسط مریخ نوردها در مریخ و ماه.

لونوخود ۲ حدود ۴ ماه کار کرد و برآورد اولیه این بود که ۳۷ کیلومتر (۲۳ مایل) سطح ماه را پوشش خواهد داد، از جمله مناطق مرتفع تپه ای و رودخانه‌ها، و ۸۶ تصویر پانوراما و بیش از ۸۰۰۰۰ تصویر تلویزیونی ارسال کرد.

## وضعیت فعلی

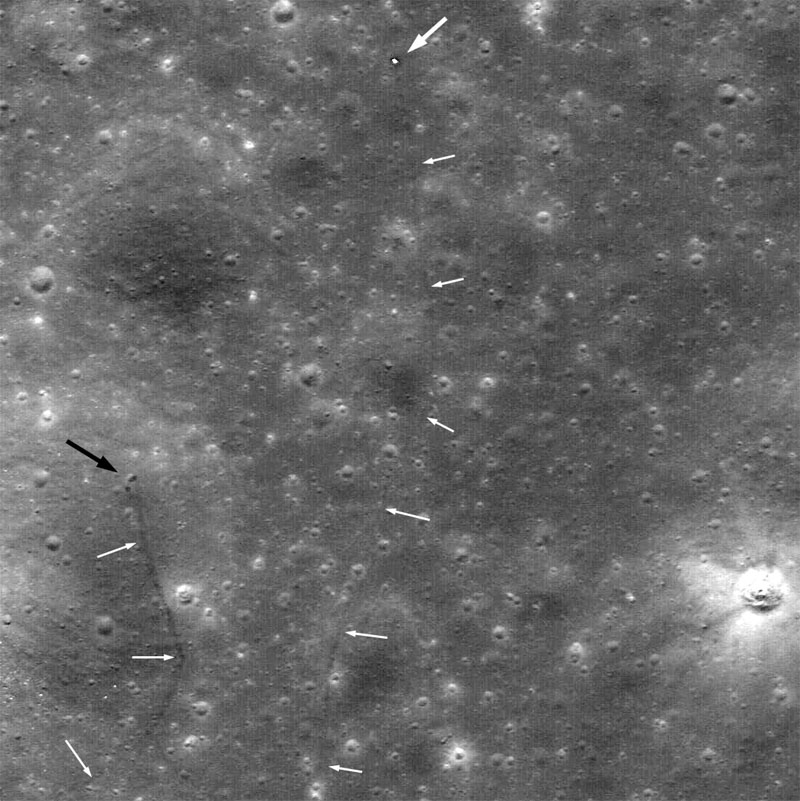
تصویر مدارگرد شناسایی ماه از لونوخود ۲ و مسیرهای آن. فلش سفید بزرگ نشان‌دهنده مریخ نورد، فلش‌های سفید کوچکتر مسیرهای مریخ نورد را نشان می‌دهد، و فلش سیاه نشان‌دهنده دهانه‌ای است که بار کشنده غبار ماه خود را از آنجا برداشته است.

لونوخود ۲ همچنان توسط آزمایش فاصله‌سنجی لیزری قمری شناسایی می‌شود و موقعیت آن به دقت زیر متر مشخص است. در ۱۷ مارس ۲۰۱۰، فیل استوک از دانشگاه غربی انتاریو اعلام کرد که لونوخود ۲ را در تصاویر مدارگرد شناسایی ماه ناسا ( LRO) پیدا کرده‌است، اما تصاویر بعدی نشان داد که شناسایی اولیه نادرست می‌باشد. نقطه شناسایی شده، علامتی در مسیرهای ماه نورد نزدیک انتهای مسیر بود، که هنگام چرخش لونوخود۲ ایجاد شده بود، و تیم LRO LROC مکان صحیح ماه نورد را در مارس ۲۰۱۲ شناسایی کرد. تصاویر عالی لونوخود ۲ از LROC توسط مارک رابینسون در سایت SESE ASU منتشر شد.